# بلخير
بلخير هي البلدية التابعة لمدينة قالمة بولاية قالمة الجزائرية. كانت تبعد عن مقر الولاية ب 2 كم ولكن مع توسيع المدينة أصبحت البلدية عبارة عن احياء جديدة انضمت مع البلدية الام يوجد بها أهم معلم هو المطار القديم.
بلدية بلخير هي بلدية تاريخية بمعالم تاريخية كثيرة اهمها معلم مجازر 8 ماي 1945 مناطق شهدت معارك ضد المستعمر الفرنسي كمنطقة أم النسور وللبلدية مشاهد ثقافية تعتبر قليلة إذا ما قورنت ببلديات أخرى مجاورة ويتلخص ذلك في وجود مركز ثقافي بلدي وحيد أصبح عديم الفائدة من غير نشاطات ثقافية منذ التسعينات. وتعزز الميدان الثقافي مؤخرا بمكتبة البلدية التي فتحت مؤخرا في سنة 2012 والتي تعتبر مكسبا ثقافيا للبلدية ولشباب البلدية.
في المجال الرياضي تشتهر البلدية برياضتين أولاهما من غير منافس هي رياضة كرة القدم والتي تمكن فرقها مؤخرا في الموسم الرياضي 2012/2013 ولأول مرة من الصعود إلى القسم الجهوي الأول وهذا بتظافر الجهود. والرياضة الثانية هي رياضة الكرة الحديدة التي بدأت نشاطاتها في البلدية منذ سنوات التسعينات.